# Limnomedusa macroglossa
Limnomedusa macroglossa là một loài ếch thuộc họ Alsodidae. Nó là đại diện duy nhất của chi Limnomedusa. Loài này phân bố ở Argentina, Brasil, Uruguay, và có thể cả Paraguay.
Môi trường sống tự nhiên của chúng là rừng ẩm vùng đất thấp nhiệt đới hoặc cận nhiệt đới, đồng cỏ nhiệt đới hoặc cận nhiệt đới vùng ngập nước hoặc lụt theo mùa, sông ngòi, vùng đồng cỏ, và rừng trước đây suy thoái nghiêm trọng.
Chúng hiện đang bị đe dọa vì mất môi trường sống.

## Hình ảnh

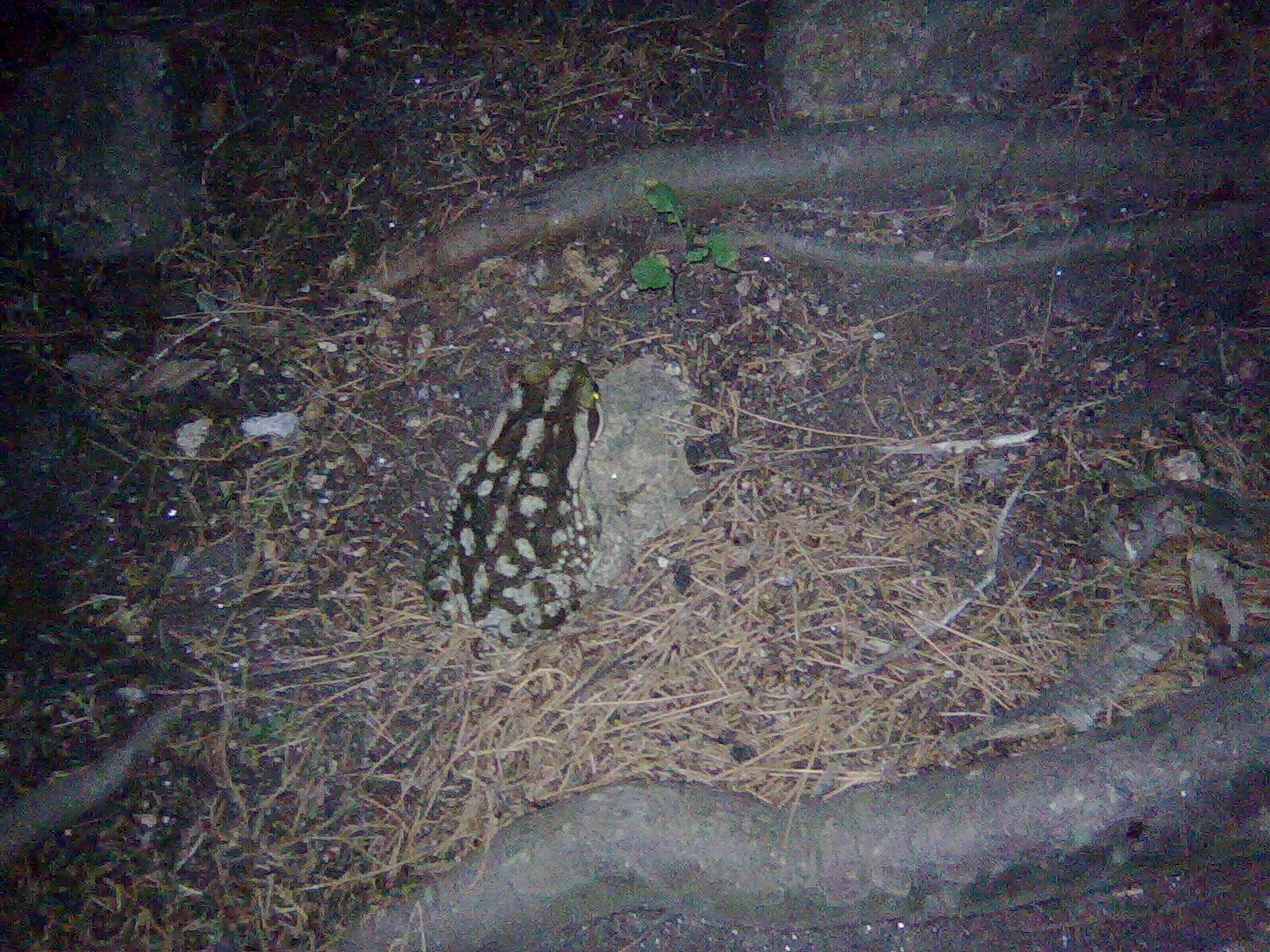
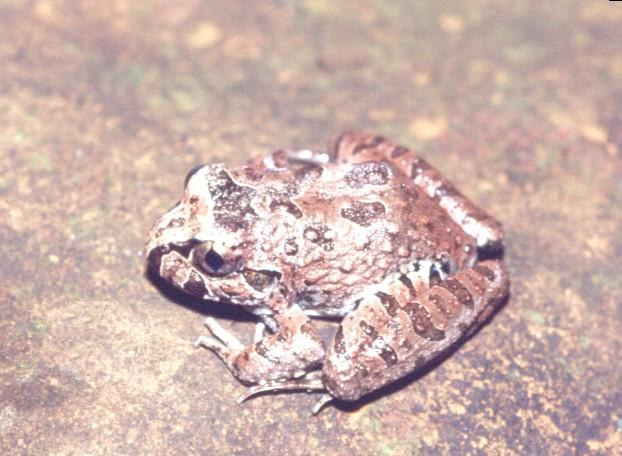
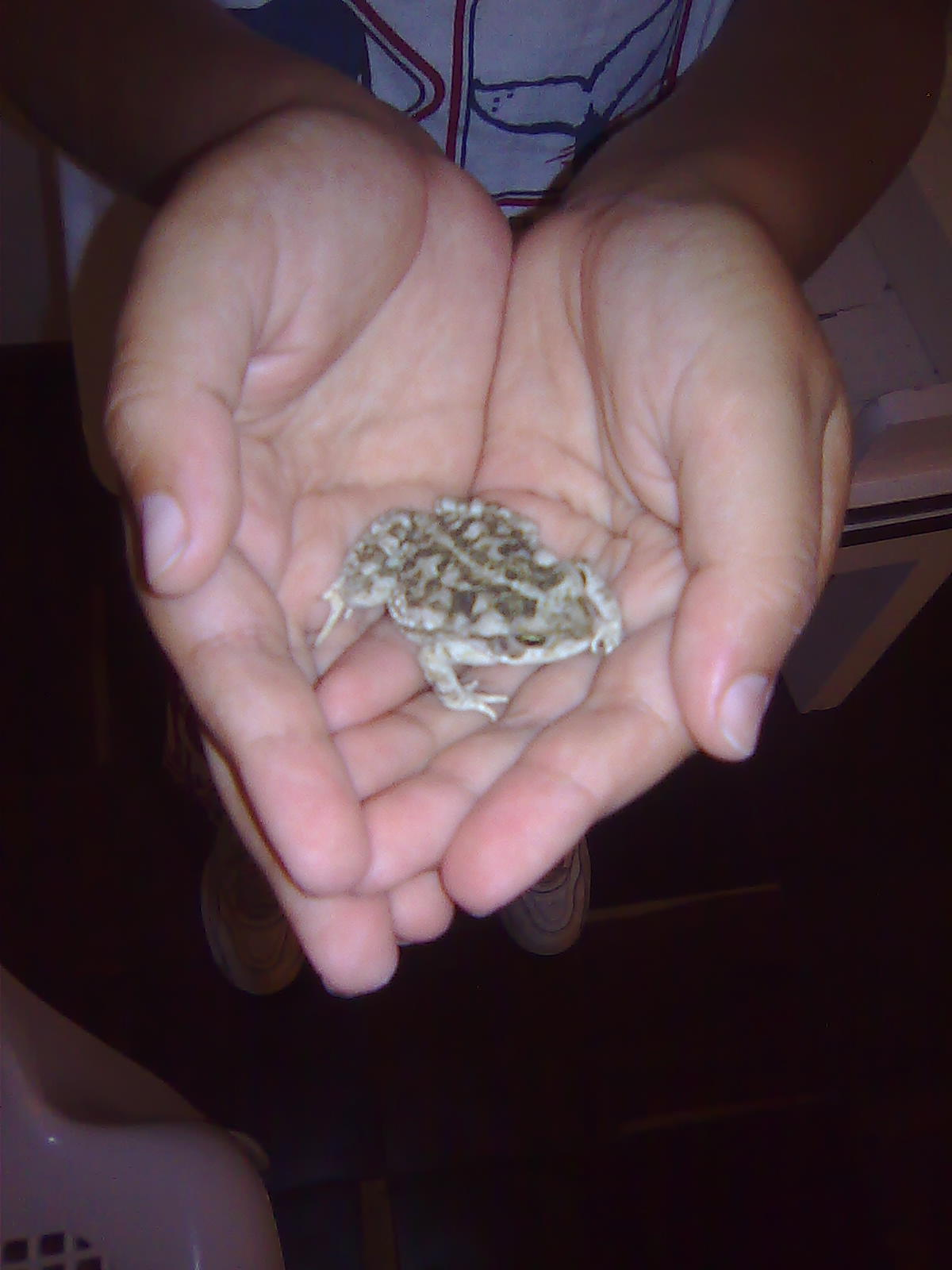
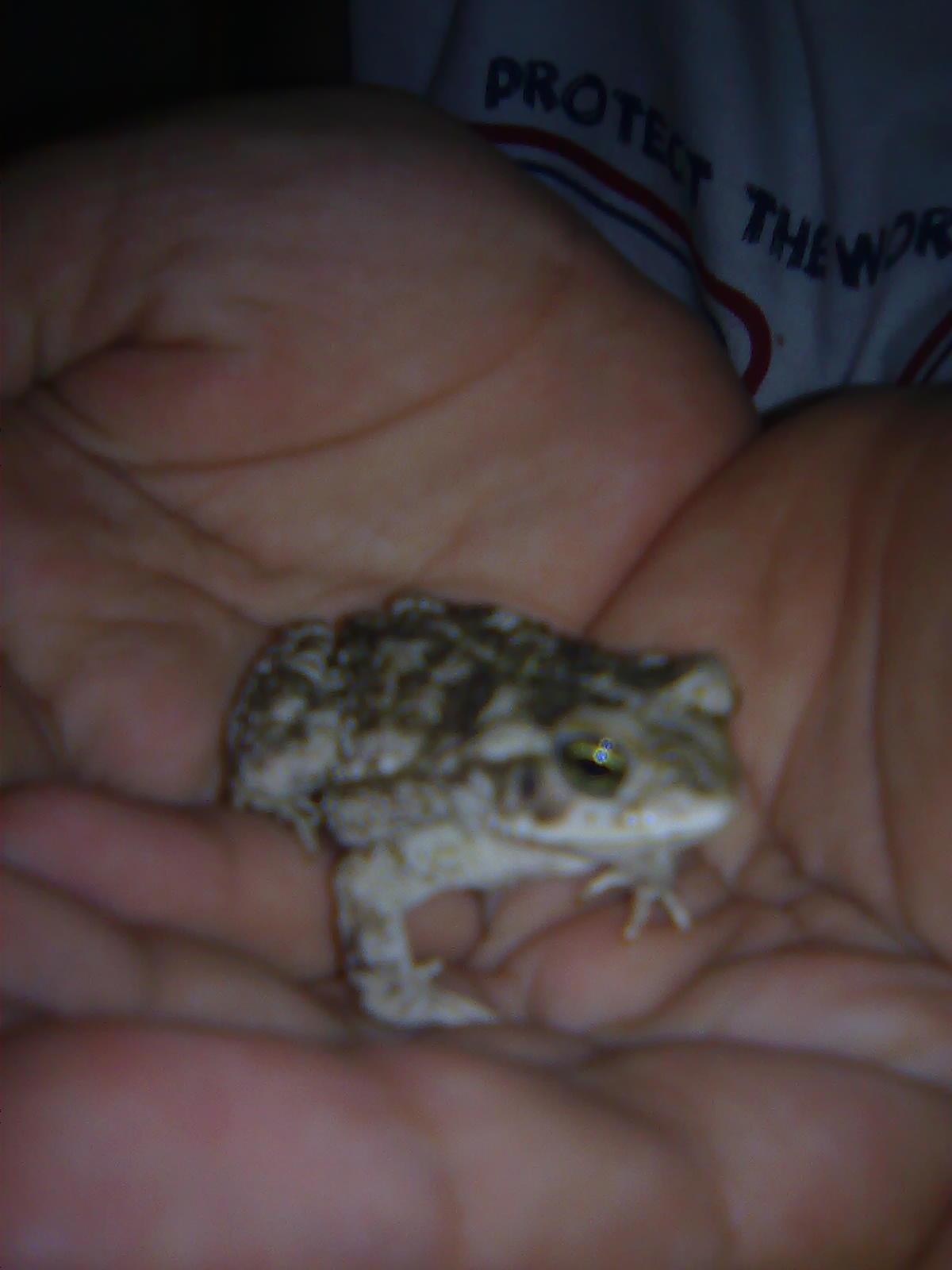